# SelTrac
SelTrac은 자동 열차 운전 장치의 기능을 수행하는 철도 제어 시스템이다. 스탠더드 엘렉트리크 로렌츠(Standard Elektrik Lorenz, SEL)에서 개발했으며, 서베를린의 소형 규격 U반에서 시험적으로 사용되었다. 차량의 제동 성능을 고려하여 두 편성간 간격을 단축시킬 수 있으며, 이를 통해서 수송량을 증대시키는 것을 목표로 한다. SelTrac이라는 이름은 Standard Elektrik Lorenz Trac에서 왔다.
1950년대 지멘스에서 개발한 연선 루프 개념을 사용한다. 데이터 통신은 저주파 유도 루프 또는 스프레드 스펙트럼 라디오 기술 기반 고대역폭 무선 시스템을 사용한다.

## 개발

### 글라이스드라이에크 일대에서의 시험 운행
1961년 8월 13일에 베를린 장벽이 건설된 후 글라이스드라이에크역과 포츠다머 플라츠역 사이의 지하철 운행이 중단되었다. 1972년 1월 1일부터 글라이스드라이에크-비텐베르크플라츠 구간의 고가 선로 역시 운행을 중단했다. 1970년대 초 크라우스마파이에서는 캐나다 토론토 대도시권의 GO-Urban 네트워크용으로 AGT 시스템인 크라우스마파이 트랜스어반(Krauss-Maffei Transurban)을 제안했으나, GO-Urban 계획이 취소되고 전체 시스템 중 제어 및 신호 시스템은 이후 SelTrac의 전신이 되었다. 개발 자체는 1972년부터 시작되었다. 독일 연방연구기술부의 자금 지원을 받아서 SEL에서는 1977년 상반기에 U반의 폐쇄된 구간인 뷜로슈트라세역-글라이스드라이에크역 하부 승강장의 833 m 구간을 시험선으로 개조했다. 당시 뷜로슈트라세역 구내는 상업 공간으로 사용되었기 때문에 시험선은 뷜로슈트라세역 진입 직전에서 끝났다. 그 해 하반기에는 시험선이 포츠다머 플라츠역의 인상선 진입 직전의 동서베를린간 경계까지 연장되었다. 이를 통해서 시험선의 총연장은 복선 1,650 m로 확대되었다. 시험 차량으로는 A3L 856/857, 848/849호가 선정되었고 SelTrac 차상 장치가 장착되었다. 글라이스드라이에크역의 두 노선간 연결선은 보존되어 있었기 때문에 해당 차량은 철도로 회송되었다. 1977년 5월부터 SelTrac 시험 운행이 시작되었다.
1977년 시험 운행 당시에는 자동운전, 분기기 가동 및 방향 전환, 신호소, 다중 전산기 시스템에서의 장애 발생, 다편성 병결 운행, 비상 제동, 임시 운행 제한(폐색, 도중 분리병결, 임시 속도 제한) 등 ATO 시스템의 다양한 기능을 시험했다. 첫 해 시험선 운행 실적은 약 12,000 km였다. 1978년에는 다양한 자동 운전 구성 요소 시험 운행을 진행하면서, 두 차량 모두 약 연간 42,000 km를 운행했다. 이는 일일 약 120 km 운행에 해당한다. 1978년 초에는 열차 운행 중 제어기 교체 시험이 진행되었다. 1981년 가을까지 시험선에서의 안정성 검증이 진행되었다.

### 베를린 지하철 4호선에서의 운영

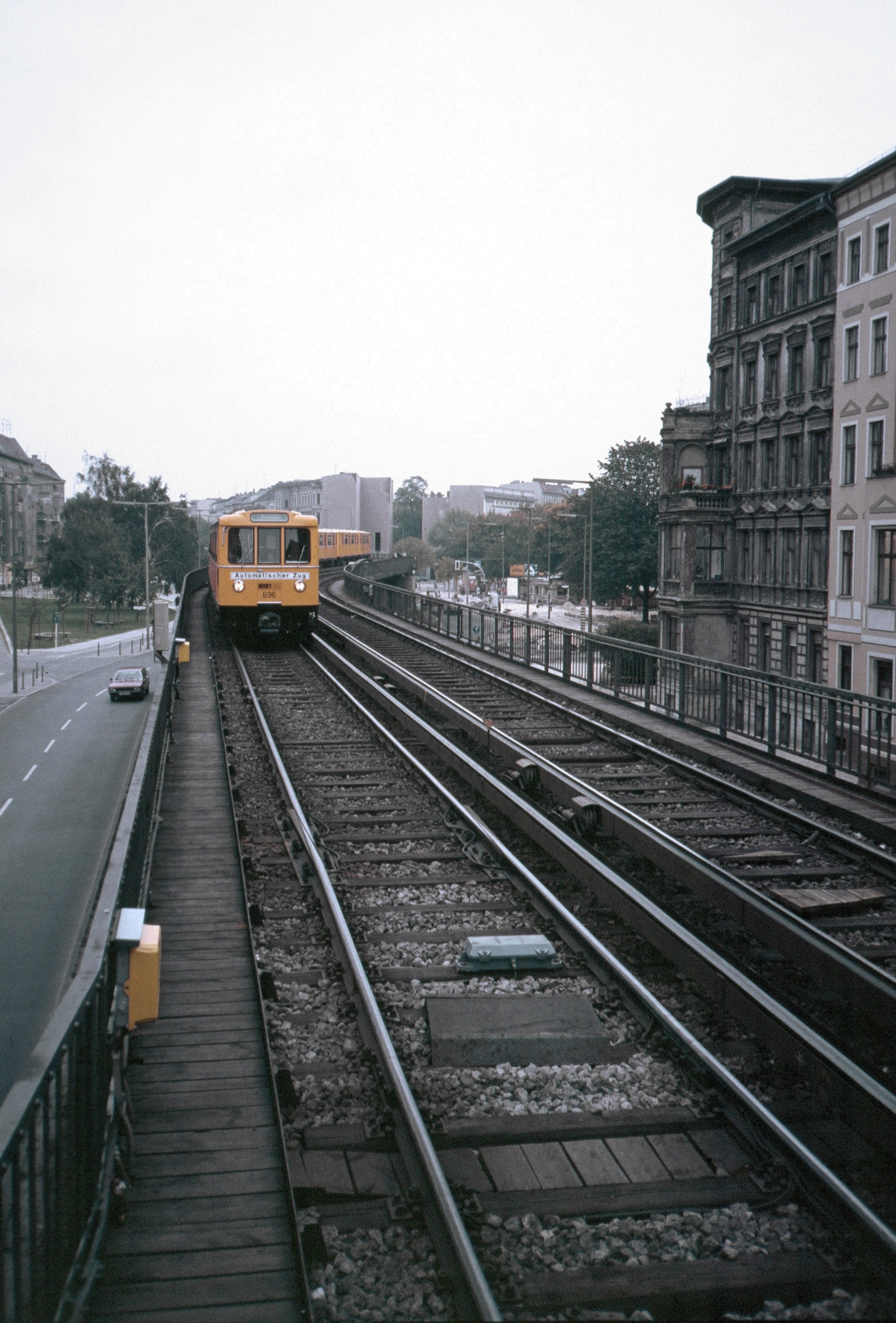
베를린 지하철 1호선의 SelTrac 미설치 구간을 운행하는 SelTrac 장착 차량 696/697호, 1986년

시스템 검증 2단계로 1981년 5월 4일부터 베를린 지하철 4호선에서의 영업 시운전이 시작되었다. 이 노선은 당시 다른 지하철 노선과는 독립되어 있었기에 폐쇄된 시험 노선 용도로 적합했다. 시험 운행을 통해서 SelTrac 시스템이 상업적 운행에도 적합함을 증명하고, 운행 경험을 적립하고 잠재적으로 다른 노선으로도 시스템을 수출할 계획이었다. 시험 운행을 위해서 일부 재건축이 진행되었다. 궤도에는 선형 유도선이 설치되었고, 신호기도 확대되었고, 지하철역에서의 승객 승하차를 관찰하기 위하여 CCTV가 설치되었다. 놀렌도르프플라츠역의 신호소에 4호선의 중앙 제어소가 설치되었다.
1978년부터 1980년까지 그루네발트 기지에서 당시 최신형 소형 차량이었던 A3L 중 16량을 자동 운행이 가능하도록 개수했다. 신호 수발신기 외에도 차량 제어와 신호소와의 통신을 위한 컴퓨터, 방송용 스피커가 설치되었다. 2량 편성 열차 4편성은 추가적인 승객 안내 시스템(전두부 행선기, 소형 행선기, 객실 통화장치)이 설치되었다. 개조 이후에도 SelTrac 미설치 노선 입선은 계속 가능했다. 개조된 차량은 682/683, 684/685, 688/689, 690/691, 692/693, 696/697, 700/701, 702/703, 706/707, 708/709, 712/713, 716/717, 718/719, 732/733, 748/749, 758/759호이다.
1981년부터 1985년까지 4호선에서 진행된 시험 운행을 통하여 영업 운행 허가를 획득할 예정이었다. 주간에는 유인 운전 열차 사이에 승객이 탑승하지 않은 무인 운전 열차가 운행했으며, 야간 운휴 시에는 무인 운전 열차만으로 완전 자동으로 운행했다. 1985년 9월까지는 색등 신호기와 자기식 열차 자동 정지 장치도 계속 사용되었다. 무인 운전 열차에도 위기 상황 대응을 위해서 기관사가 차장이 탑승했으며, 역무원은 승강장에서 차량 감시를 수행했다. 상업 운행을 위한 구성 요소 검증은 1985년 9월 10일부터 27일, 매일 오전 8시부터 오후 1시 사이에 집중되었다. 2량 편성 열차 14편성이 약 3 km에 해당하는 노선에 투입되어 50~90초 배차 간격이 작동하는지를 검증했다. 기관사는 탑승해 있었으나 운행 통제 역할만 수행했다. 연속 운행 이후에 SelTrac 시스템의 영업 사용 허가를 받았다. 완전 자동 운행을 위해서는 출입문 제어 시스템을 변경해야 했기 때문에 중앙 통제소는 계속 유지되었다. 시험 운행 당시 지적된 문제는 노반으로 떨어진 물체 감지 실패였다. 향후 설치된 노선 중에서는 스크린도어를 설치하여 예방한 곳도 있었다.
1985년 말에 SEL에서는 베를린의 시험선 운행에서 철수했다. 시험 운행에 사용된 장비는 베를린교통공사에 양도되어 SelTrac 시스템이 계속 사용되었고, SEL은 문제 해결 지원을 계속했다. 1990년대 중반부터 차상 컴퓨터의 노후화로 인한 오류 발생이 증가했고, 새로운 시스템으로 교체되어야 했다. 1988년 이후 차량 개조공사로 인하여 SelTrac 장착 차량과 나머지 차량의 병결 운행이 불가능해졌기 때문에, 시스템 사용 가능 구간도 축소되었다. 1993년 말에 4호선에서의 완전 자동 운행도 중단되었고, 1995년 BVG 이사회에서는 SelTrac 시스템의 완전 철거를 결정했다.
1988년부터 BVG에서는 자체적으로 1인 승무를 시험했다. 이를 위해서 전기식 출입문, 출입문 개폐 감지 및 보고, 출입문 개방 시 발차 제한, 방향별 출입문 제어, 스피커가 장착되어 있었던 SelTrac 시험운행 차량이 사용되었다. 1992년 초부터 4호선에서 1인 승무 시험 운행이 시작되었고, 이 시기 시스템은 현재도 베를린 지하철에서 사용 중이다.
시험 운행에 사용되었던 684/685호, 732/733호 차량은 2000년/2001년에 소형 규격 노선용 작업차로 개조되었고, 나머지 차량은 2010년 6월까지 폐차되었다.

### 베를린 시험운행 이후
트랜스어반에 사용된 기술은 온타리오 주정부 소유 UTDC(Urban Transportation Development Corporation)에 매각되어 ICTS의 전신이 되었다. ICTS 차량은 밴쿠버 스카이트레인, 토론토 스카버러 RT에 사용되었다.
SEL의 SelTrac 개발 부서는 알카텔-루슨트에 인수되었고, 자회사를 통해서 SelTrac 개발과 판매가 계속되었다. 이후 알카텔의 비통신 부문 자산을 구매한 탈레스로 이관되었다. 2024년 5월 31일 히타치 레일에서 탈레스의 철도 사업부를 인수하여 SelTrac도 히타치 소유가 되었다.

## 사용 노선

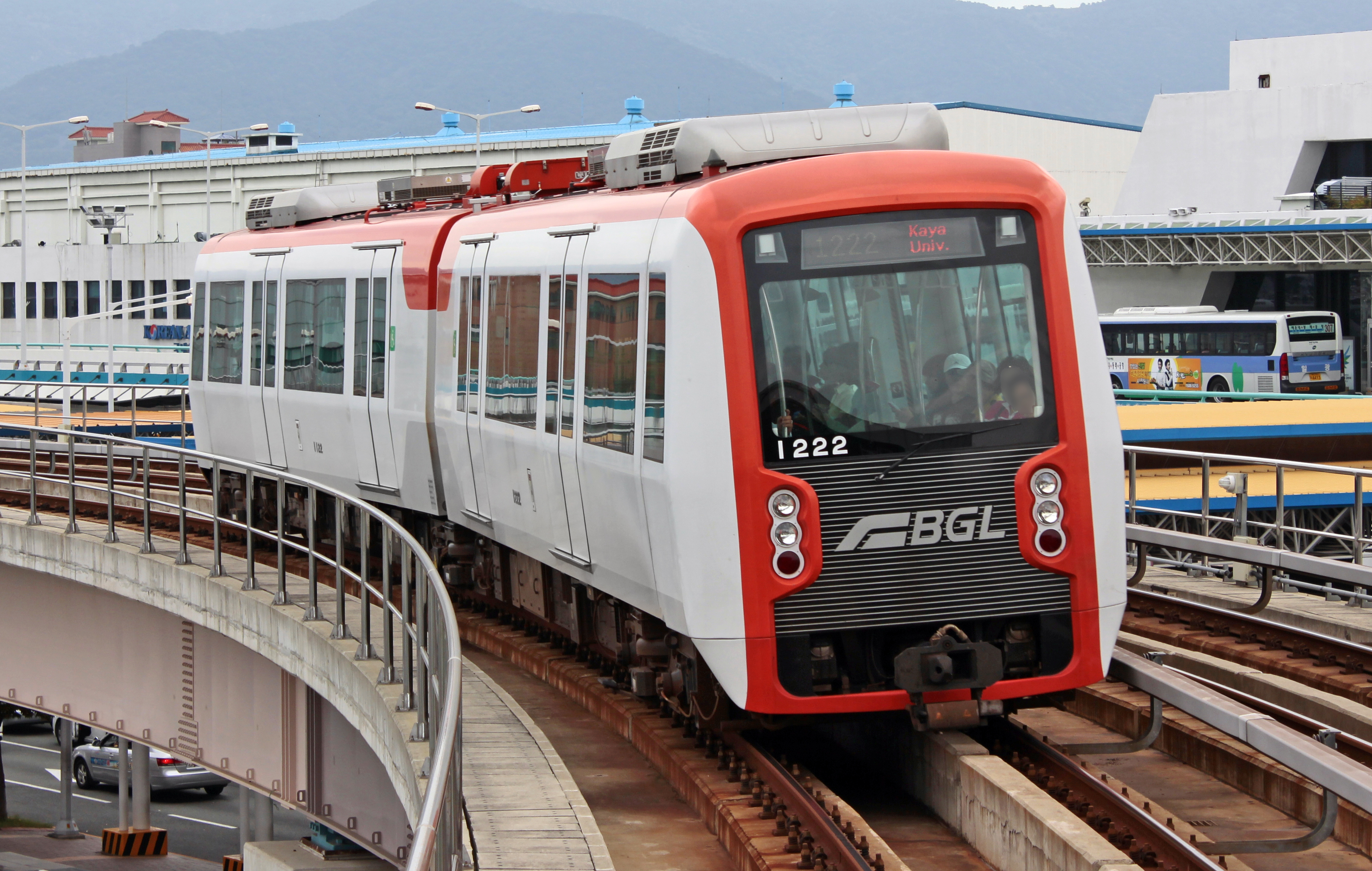
SelTrac 시스템을 사용하는 부산-김해 경전철 차량

SelTrac은 세계의 여러 도시철도 노선에 사용되었다.
- DTO: GoA3 자동운전 (Driverless Train Operation)
- UTO: GoA4 무인운전 (Unattended Train Operation)

- 말레이시아
  - 쿠알라룸푸르 라피드KL 5호선: SelTrac CBTC UTO
  - 쿠알라룸푸르 라피드KL 3호선: SelTrac CBTC/R DTO/UTO
- 대한민국
  - 부산-김해 경전철: SelTrac CBTC/R UTO
  - 신분당선: SelTrac CBTC/R UTO
  - 인천 도시철도 2호선: SelTrac CBTC/R UTO
- 미국
  - 뉴어크 국제공항 에어트레인 뉴어크: SelTrac CBTC UTO
  - 뉴욕 지하철 IRT 플러싱선: SelTrac CBTC/R STO
  - 디트로이트 피플 무버: SelTrac CBTC UTO
  - 라스베이거스 모노레일: SelTrac CBTC/R UTO
  - 샌프란시스코 뮤니 메트로 마켓 스트리트 서브웨이: SelTrac CBTC DTO
  - 워싱턴 덜레스 국제공항 에어로트레인 APM: SelTrac CBTC/R UTO
  - 월트 디즈니 월드 리조트 모노레일: SelTrac ATP Disney/TGI
  - 잭슨빌 스카이웨이: SelTrac CBTC UTO
  - 존 F. 케네디 국제공항 에어트레인 JFK APM: SelTrac CBTC UTO
  - 탬파 국제공항 APM: SelTrac CBTC UTO
- 사우디아라비아
  - 메카 메트로: SelTrac CBTC UTO
- 싱가포르
  - 싱가포르 MRT 남북선, 동서선: SelTrac CBTC/R DTO
- 아랍에미리트
  - 두바이 메트로 레드 라인, 그린 라인: SelTrac CBTC UTO
- 영국
  - 런던 도클랜드 경전철: SelTrac CBTC DTO
  - 런던 지하철 주빌리선, 노던선: SelTrac TBTC STO
  - 런던 지하철 메트로폴리턴선, 디스트릭트선, 서클선, 해머스미스 앤 시티선: SelTrac CBTC/R STO
- 인도
  - 하이데라바드 메트로 1, 2, 3호선: SelTrac CBTC/R STO
- 중국
  - 광저우 지하철 3호선, 9호선, 14호선, 21호선: SelTrac CBTC DTO
  - 난징 지하철 S1호선
  - 둥관 궤도교통 1호선, 2호선
  - 상하이 지하철 6호선, 7호선, 8호선, 9호선, 11호선: SelTrac CBTC/R STO
  - 베이징 지하철 4호선, 다싱선: SelTrac CBTC/R ATO
  - 우한 지하철 1호선: SelTrac CBTC DTO
  - 칭다오 지하철 2호선, 3호선, 4호선
- 캐나다
  - 밴쿠버 스카이트레인 엑스포선, 밀레니엄선, 캐나다선, 에버그린선: SelTrac CBTC UTO
  - 오타와 O-트레인 컨페더레이션선: SelTrac CBTC/R STO
  - 토론토 지하철: SelTrac Speed/Signal Safeguard
  - 3호선 스카버러: SelTrac CBTC DTO
  - 토론토 노면 전차: 전자식 선로 전환 시스템
- 튀르키예
  - 앙카라 메트로 M1호선: SelTrac CBTC DTO
  - 이스탄불 지하철 M4호선: SelTrac CBTC STO
- 프랑스
  - 파리 메트로 13호선: SelTrac CBTC/R DTO
- 홍콩
  - 홍콩 국제공항 APM: SelTrac CBTC/R UTO
  - 홍콩 MTR 튄마선: SelTrac CBTC DTO
  - 홍콩 MTR 디즈니선: SelTrac CBTC/R UTO

## 사고
- 2017년 싱가포르 MRT 주쿤역 사고: 부상자 38명(SMRT 직원 2명 포함), 사망자 없음
- 2019년 홍콩 MTR 췬완선 사고: MTR 직원 2명 부상, 사망자 없음

## 참조
1. 1 2 3 4 5 6 7 8 9 10 11 12 13  Der SELTRAC Versuchsbetrieb
2. ↑  , LZB도 참조
3. ↑  “Thales SelTrac CBTC Brochure” (PDF). Thales Group. 2015년 3월 21일에 확인함.
4. 1 2 3 4  Ulrich Lemke, Uwe Poppel (1992). 《Berliner U-Bahn》 3.판. Düsseldorf: Alba. 141 f쪽. ISBN 3-87094-346-7.
5. ↑  Brian Hardy (1996). 《The Berlin U-Bahn》. Harrow Weald: Capital Transport. 56쪽. ISBN 1-85414-184-8.
6. ↑  “Hitachi Rail acquires Thales' Ground Transportation Systems for €1,660m : May 31, 2024”. 《www.hitachi.com》. 2024년 6월 24일에 확인함.
7. ↑  “Thales has completed the sale of its Ground Transportation Systems business | Thales Group”. 《www.thalesgroup.com》 (영어). 2024년 5월 31일. 2024년 6월 24일에 확인함.
8. ↑  “SELTRAC CBTC, COMMUNICATIONS-BASED TRAIN CONTROL FOR URBAN RAIL”. Thales Group.  2 April 2015에 원본 문서에서 보존된 문서. 21 March 2015에 확인함.